# Chuột knockout
Một con chuột bị "knockout" là một con chuột bị biến đổi gen trong đó các nhà nghiên cứu đã làm bất hoạt, hoặc "đánh sập", một gen hiện có bằng cách thay thế hoặc phá vỡ nó với một mảnh DNA nhân tạo. Sự mất mát của các hoạt động gen thường gây ra những thay đổi ở kiểu hình của một con chuột, trong đó bao gồm cả bề ngoài, hành vi và quan sát đặc điểm vật lý và sinh hóa khác.

## Đại cương
Chuột bị knockout là các mô hình động vật quan trọng đối với nghiên cứu vai trò của các gen đã được sắp xếp theo trình tự nhưng có chức năng chưa được xác định. Bằng cách gây ra một gen cụ thể không hoạt động ở chuột, và quan sát bất kỳ sự khác biệt hành vi bình thường hoặc sinh lý học, nhà nghiên cứu có thể suy ra chức năng có thể xảy ra của nó.
Cho đến nay chuột là loài gần nhất liên quan đến phòng thí nghiệm các loài động vật đối với con người mà các kỹ thuật loại trực tiếp có thể dễ dàng được áp dụng. Chúng được sử dụng rộng rãi trong các thí nghiệm loại trực tiếp, đặc biệt là những câu hỏi điều tra di truyền có liên quan đến sinh lý con người. Gene loại trực tiếp ở chuột là khó khăn hơn nhiều và chỉ có thể từ năm 2003.
Chuột bị knockout gene trực tiếp đầu tiên được tạo ra bởi Mario Capecchi, Martin Evans và Oliver Smithies vào năm 1989, mà họ đã được trao giải Nobel Sinh lý học và Y khoa năm 2007. 
Kỹ thuật "định hướng gen" (gene-targeting) cho phép các nhà khoa học có thể khử hoạt tính và thay đổi từng gen riêng rẽ ở chuột và quan sát những thay đổi đó ảnh hưởng như thế nào tới chuột. Những thay đổi này lần lượt đưa ra các đầu mối về ảnh hưởng của những gen đó đến sức khỏe và bệnh tật ở người.
Công trình này đã "gây ra ảnh hưởng mang tính cách mạng lên khả năng hiểu biết của con người về hoạt động của gen".
Các nhà khoa học đều hy vọng rằng bằng việc đặt gen bệnh tật vào tế bào phôi của người nghiên cứu trong phòng thí nghiệm thì họ có thể biết được quá trình phát triển của bệnh và thử nghiệm các liệu pháp chữa trị tiềm năng, ông John Gearhart, một chuyên gia nghiên cứu tế bào gốc tại Trường Y Johns Hopkins ở Maryland, Mỹ, cho biết.
{{công nghệ biến đổi gen]]